# Domingo González Pérez
Domingo González Pérez (Barva, 3 de agosto de 1842 - Heredia, 27 de febrero de 1927) fue un político costarricense.

## Biografía
Nació en Barva, el 3 de agosto de 1842. Fue hijo de Lorenzo González González y Baltasara Pérez y Zamora. Casó en su ciudad natal el 31 de agosto de 1874 y tuvo 18 hijos con Elemberta Flores Zamora, hija de Ponciano Flores Porras y Victoria Zamora y Gutiérrez.
El 1° de mayo de 1914 fue elegido por el Congreso como Segundo Designado a la Presidencia para el período 1914-1917, que no pudo concluir, debido a que el 27 de enero de 1917 el golpe militar del general Federico Tinoco Granados derrocó al gobierno constitucional presidido por su hijo Alfredo González Flores.

## Fallecimiento
Falleció en Heredia, el 27 de febrero de 1927 a los 84 años de edad.